# Wenceslao Benítez Inglott
Wenceslao Benítez Inglott (Las Palmas, 30 d'abril de 1879 - 22 de desembre de 1954) fou un militar i enginyer canari, acadèmic de la Reial Acadèmia de Ciències Exactes, Físiques i Naturals.
En 1893 va ingressar a l'Escola Naval Militar, i arribaria a assolir el rang de capità de navili i contralmirall de l'Armada Espanyola. També fou cap d'Estat Major de la Divisió de Creuers de l'Armada, professor de l'Escola de Guàrdies Marines i de l'Acadèmia d'Enginyers Hidrògrafs. També fou director de l'Escola Naval Militar de 1929 a 1931 i durant un temps breu subsecretari del Ministeri de Marina d'Espanya.
De 1940 a 1954 fou director del Reial Institut i Observatori de l'Armada. Participà en els treballs d'elaboració de la Carta del cel i el 1942 ingressà a la Reial Acadèmia de Ciències Exactes, Físiques i Naturals.